# 1704 w muzyce
Wydarzenia muzyczne w 1704 roku.

## Wydarzenia
- Johann Christoph Pepusch przybył do Londynu
- Po śmierci męża Élisabeth Jacquet de La Guerre zaczyna urządzać w domu koncerty
- Antonio Vivaldi został superintendentem muzyki w Conservatorio della Pietà, Wenecja
- Johann Jacob Bach, brat Johanna Sebastiana Bacha, został oboistą w armii króla szwedzkiego Karola XII
- Johann Mattheson podczas inscenizacji swej opery  Cleopatra pokłócił się z Händlem i doszło między nimi do pojedynku na szpady. Händel nie ustąpił mu pulpitu dyrygenckiego, co rozwścieczyło Martthesona. Jeszcze tego dnia wieczorem byli pogodzeni, mimo iż Händel omal nie zginął w pojedynku

## Dzieła
- Reinhard Keiser opracowanie muzyczne  Der blutige und sterbende Jesus autorstwa  Christiana Friedricha Hunolda.
- Johann Sebastian Bach kantata Nach dir, Herr, verlanget mich
- Giovanni Henrico Albicastro op. 7 concerti.
- André Campra Motet a voix seule pour la Sainte Vierge Salve Regina.
- Johannes Schenck Le Nymphe di Reno.

## Dzieła operowe
- Johann Mattheson - Die unglückselige Cleopatra
- Carlo Francesco Pollarolo - Irene (zmienione przez Domenico Scarlattiego na wystąpienie w Neapolu).

## Urodzili się
- 7 maja – Carl Heinrich Graun, niemiecki kompozytor i śpiewak operowy (tenor) (zm. 1759)
- 11 czerwca – Carlos Seixas, portugalski kompozytor (zm. 1742)
- 27 sierpnia – Christoph Gottlieb Fröber, niemiecki kompozytor i organista (zm. 1759)
- 2 października – František Tůma, czeski organista i kompozytor (zm. 1774)

## Zmarli
- 23 lutego – Georg Muffat, austriacki kompozytor pochodzenia francuskiego (ur. 1653)
- 24 lutego – Marc-Antoine Charpentier, francuski kompozytor (ur. 1643)
- 25 lutego – Isabella Leonarda, włoska kompozytorka (ur. 1620)
- 3 maja – Heinrich Ignaz Biber, austriacki kompozytor i barokowy skrzypek-wirtuoz pochodzenia czeskiego (ur. 1644)

Data dzienna nieznana
- Francesco Provenzale, włoski kompozytor (ur. 1624)